# Karel Slavkovský
Karel Slavkovský (25. ledna 1846, Běstvina - 15. února 1919, Praha-Nové Město), někdy uváděný i jako Karel ze Slavkovských, byl český klavírista.

## Život
Jeho otec byl důchodní. První hudební vzdělání získal od svého strýce, tamějšího učitele, Josefa Pospíšila. Později se zdokonaloval u profesora Zinka v Praze, hudebního skladatele Čeňka Vinaře a pianisty Dreischocka. Po ukončení studia se stal sám učitelem hudby a vyučoval u několika šlechtických rodin.
Od roku 1868 účinkoval v Praze jako solista a jako přední učitel hry na klavír. Později vystupoval po celém českém území a stal se propagátorem českých skladatelů, zejména Antonína Dvořáka, Tomáška, Voříška, Skuherského a dalších. Často účinkoval v Umělecké Besedě. Na své koncerty pravidelně zařazoval novinky.